# GeSHi
GeSHi (Generic Syntax Highlighter) ist eine freie Software zur Syntaxhervorhebung von Quelltext von Programmier- und Auszeichnungssprachen (wie HTML). Die Software wurde in PHP geschrieben und wird von zahlreichen Webanwendungen genutzt, beispielsweise phpBB, MediaWiki und DokuWiki. Es werden über 200 verschiedene Sprachen unterstützt.

## Geschichte
GeSHi wurde ursprünglich von Nigel McNie entwickelt, um dem phpBB-Board Syntaxhervorhebung zu ermöglichen. Nachdem festgestellt wurde, dass eine große Nachfrage nach Syntaxhervorhebung auch außerhalb des phpBB-Boards existiert, wurde GeSHi zu einer universell nutzbaren Bibliothek weiterentwickelt.
Nach längerer Inaktivität wurde die Weiterentwicklung am 15. März 2008 an Benny Baumann übergeben.

## Eigenschaften
- Unterstützung von über 220 Programmier- und Auszeichnungssprachen
- vollständig CSS-erzeugte Ausgabe
- Erweiterbarkeit durch eigene Sprachdateien
- Kompatibilität mit XHTML 1.1 and CSS Level 2
- automatische Groß- und Kleinschreibung von Schlüsselwörtern
- Zeilenzahlen
- Zeilenumbrüche
- automatische Links zu Dokumentationen